# Assyriska Föreningen
Assyriska Föreningen is een Zweedse voetbalclub uit Södertälje die in 1974 werd opgericht door leden van de Assyrische gemeenschap in Zweden. Men speelt in hetzelfde stadion als rivaal Syrianska FC. De clubkleuren zijn rood-wit.

## Geschiedenis
In 2003 bereikte de club de finale van de Zweedse beker, Svenska Cupen, maar werd verslagen door IF Elfsborg. Assyriska speelde in 2005 één seizoen in de hoogste divisie van Zweden, de Allsvenskan, maar degradeerde meteen. In 2007 degradeerde de club naar de Division 1 (de huidige Ettan) en kon na één seizoen terugkeren naar de Superettan. In 2016 degradeerde de club opnieuw naar Division 1 en twee jaar later zelfs naar Division 2 om na twee seizoenen weer te kunnen promoveren naar de Ettan. 

## Eindklasseringen
| Seizoen | №  | Clubs | Divisie                     | Duels | Winst | Gelijk | Verlies | GF | GA | Doelsaldo | Punten | Tsch  |
| ------- | -- | ----- | --------------------------- | ----- | ----- | ------ | ------- | -- | -- | --------- | ------ | ----- |
| 2000    | 11 | 16    | Superettan                  | 30    | 9     | 8      | 13      | 36 | 40 | –4        | 35     | 1.760 |
| 2001    | 13 | 16    | Superettan                  | 30    | 8     | 9      | 13      | 32 | 25 | –3        | 33     | 1.504 |
| 2002    | 5  | 16    | Superettan                  | 30    | 12    | 9      | 9       | 36 | 27 | +11       | 45     | 1.987 |
| 2003    | 10 | 16    | Superettan                  | 30    | 12    | 3      | 15      | 47 | 53 | –6        | 39     | 1.526 |
| 2004    | 3  | 16    | Superettan                  | 30    | 17    | 3      | 10      | 48 | 39 | +9        | 54     | 1.972 |
| 2005    | 14 | 14    | Allsvenskan                 | 26    | 4     | 2      | 20      | 17 | 52 | –35       | 14     | 3.860 |
| 2006    | 13 | 16    | Superettan                  | 30    | 9     | 7      | 14      | 30 | 40 | –10       | 34     | 1.664 |
| 2007    | 1  | 14    | Division 1 (Norra)          | 26    | 17    | 3      | 6       | 53 | 27 | +26       | 54     | 2.178 |
| 2008    | 4  | 16    | Superettan                  | 30    | 15    | 7      | 8       | 49 | 35 | +14       | 52     | 2.863 |
| 2009    | 3  | 16    | Superettan                  | 30    | 15    | 6      | 9       | 46 | 38 | +8        | 51     | 2.801 |
| 2010    | 4  | 16    | Superettan                  | 30    | 13    | 7      | 10      | 48 | 42 | +6        | 46     | 2.282 |
| 2011    | 9  | 16    | Superettan                  | 30    | 12    | 5      | 13      | 39 | 41 | –2        | 41     | 2.319 |
| 2012    | 8  | 16    | Superettan                  | 30    | 11    | 6      | 13      | 44 | 49 | –5        | 39     | 1.924 |
| 2013    | 8  | 16    | Superettan                  | 30    | 12    | 6      | 12      | 42 | 44 | –2        | 42     | 1.975 |
| 2014    | 14 | 16    | Superettan                  | 30    | 5     | 12     | 13      | 28 | 44 | –16       | 27     | 1.901 |
| 2015    | 4  | 16    | Superettan                  | 30    | 14    | 5      | 11      | 46 | 37 | +9        | 47     | 1.554 |
| 2016    | 14 | 16    | Superettan                  | 30    | 6     | 10     | 14      | 36 | 47 | –11       | 28     | 1.568 |
| 2017    | 9  | 14    | Division 1 (Norra)          | 26    | 10    | 5      | 11      | 43 | 52 | -9        | 35     |       |
| 2018    | 15 | 16    | Division 1 (Norra)          | 30    | 5     | 6      | 19      | 45 | 71 | -26       | 21     |       |
| 2019    | 3  | 14    | Division 2 (Södra Svealand) | 26    | 14    | 6      | 6       | 55 | 35 | +20       | 48     |       |

## Bekende (oud-)spelers
- Kennedy Bakırcıoğlu
- Darko Lukanović